# Jeanne d'Arc Gaudet
Pour les articles homonymes, voir Jeanne d'Arc (homonymie) et Gaudet.
Jeanne d'Arc Gaudet, née le 19 janvier 1947 à Richibouctou (Nouveau-Brunswick), est une universitaire canadienne.

## Biographie
En 1984, Jeanne d'Arc Gaudet reçoit son certificat en bureautique puis, en 1997, réussit son doctorat en éducation à l'Université de Montréal. Elle devient enseignante au Collège communautaire du Nouveau-Brunswick puis professeure à l'Université de Moncton en 1977 dans le Département en éducation secondaire et ressources humaines.
En 2013, elle est élue présidente de la Société de l'Acadie du Nouveau-Brunswick, après avoir assuré la vice-présidence à la participation citoyenne de ce même organisme. Un conflit entre le Forum des organismes et la présidente paralyse la SANB en juin 2015, une situation qui durera jusqu'à sa démission en avril 2016.

## Publications
- Jeanne d’Arc Gaudet et Claire Lapointe, Oui à l’équité – Réflexions et outils pédagogiques, Les éditions de la francophonie, 2004, 104 p. (ISBN 2-923016-55-6)
- Le leadership des femmes en STIM, Presses de l'Université du Québec, 2008, 218 p. (ISBN 978-2-7605-1565-9)
- Les grands enjeux des femmes pour un développement durable, Presses de l'Université du Québec, 2010, 224 p. (ISBN 978-2-7605-2495-8)
- Des actions pédagogiques pour guider des filles et des femmes en STIM, Presses de l'Université du Québec, 2014, 212 p. (ISBN 978-2-7605-4138-2)
- Jeanne d’Arc Gaudet, Je libère ma parole, Les éditions de la francophonie, 5 juin 2023, 312 p. (ISBN 978-2-89627-860-2)